# Pérdidas militares durante la invasión de Chipre
El 20 de julio de 1974, fuerzas militares turcas invadieron la porción norte de la República de Chipre en respuesta del golpe de Estado respaldado por la Junta Militar Griega que tuvo lugar en la isla contra el presidente democráticamente elegido, Arzobispo Makarios III. La fase inicial de la invasión turca, comúnmente denominada "Atila-1", duró hasta el 24 de julio de 1974 hasta que se acató un alto el fuego establecido por el Consejo de Seguridad de las Naciones Unidas.
El 14 de agosto de 1974, las fuerzas turcas en el norte de Chipre ya habían sido suficientemente reforzadas iniciando una segunda ofensiva o fase denominada "Atila-2" la cual expandió el área bajo su control a, aproximadamente, el 38% de la superficie de la isla el 18 de agosto, acatando nuevamente el cese al fuego.

## Atila 1 o fase 1 (20 / 23 de julio de 1974)

### 20 de julio de 1974
| Tipo                                     | Equipos                | Bando                      | Unidad                                                | Ubicación                              | Cantidad de pérdidas | Notas |
| ---------------------------------------- | ---------------------- | -------------------------- | ----------------------------------------------------- | -------------------------------------- | -------------------- | --- |
| Lancha torpedera                         | P-4 Skinhead           | Armada Chipriota           | Escuadrilla de Kyrenia                                | Norte de Kyrenia                       | 2                    | Las embarcaciones T-1 y T-3 fueron enviadas para combatir flotilla turca en su aproximación de desembarco en la zona de Kyrenia. Una fue destruida por un ataque aéreo y la otra por artillería desde un destructor Turco. |
| Artillería                               | 25-pounder             | Guardia Nacional de Chipre | Batallón de Artillería 182 Batallón                   | Ruta Lapithou-Kyrenia                  | 2                    | Este batallón perdió dos piezas de artillería en la ruta por accidente mientras se movían a su posición de fuego al inicio de la invasión. |
| Tanque mediano                           | T-34/85                | Guardia Nacional de Chipre | Batallón de Infantería 251                            | Playa Pentemilli - Kyrenia             | 5                    | Cinco vehículos, pertenecientes al Batallón de Tanques 23, que reforzaban el Batallón de Infantería 251 desde antes del 15 de julio de 1974 en apoyo del golpe en Kyrenia y para defender la zona en caso de desembarco turco. Los cinco fueron perdidos en el asalto sobre la playa de desembarco turca (cuatro destruidos por armas antitanque portátiles y uno abandonado por falla mecánica). |
| Vehículo blindado transporte de personal | M113                   | Ejército Turco             | Regimiento de Infantería Mecanizado 230 (División 28) | Playa Pentemilli - Kyrenia             | 2                    | 20 M113 del Regimiento de Infantería Mecanizado 230 (menos un batallón) desembarcan en el asalto inicial a Pentemili. Con los tanques turcos inicialmente imposibilitados de desembarcar, las fuerzas turcas envían a los M113 a brindar apoyo. Consecuentemente, los T-34 destruyeron dos M113s con disparos de munición HVAP 85mm.                                                              |
| Arma Antitanque                          | Cañón sin retroceso    | Ejército Turco             | Fuerza de tareas "Cakmak"                             | Playa Pentemilli - Kyrenia             | 2                    | Un fuerte ataque grecochipriota de tanques T-34, con apoyo de infantería, infligió la destrucción de dos posiciones antitanque dotadas uno de un cañón sin retroceso M40A1 106mm y otro M18A1 57mm. |
| Tanque Mediano                           | T-34/85                | Guardia Nacional de Chipre | Equipo de combate Boufas                              | Ruta Morphou-Kyrenia.                  | 1                    | Un Equipo de combate comandado por el teniente coronel Kostantinos Boufas incluyó tres T-34 / 85 enviados desde Morphou (Batallón de Tanques Medianos 23). Durante el enfrentamiento inicial con el flanco oeste turco, uno de los tanques fue impactado por un arma antitanque portátil. |
| Tanque Mediano                           | T-34/85                | Guardia Nacional de Chipre | Equipo de combate Geunyeli                            | Encalve de Geunyeli, Nicosia           | 3                    | En un ataque coordinado contra las posiciones fortificadas Geunyeli, el Batallón de Tanques 23 con 19 tanques avanzó contra una cabeza aérea turca desde el paso de Kyrenia hasta Geunyeli. Dos T-34 fueron destruidos por el ataque aéreo turco y un tercero quedó atrapado en un obstáculo y fue abandonado. El último fue capturado intacto por las fuerzas turcas.                            |
| Vehículo blindado transporte de personal | BTR-152V1              | Guardia Nacional de Chipre | Batallón de Infantería Mecanizado 286                 | Kontemnos, Nicosia                     | 6                    | En un intento de rodear el cruce de la autopista Geunyeli - Kyrenia, una columna de vehículos blindados del Batallón de Infantería 286 intentó atravesar el pueblo de Kontemnos. Seis vehículos BTR-152 fueron atacados con cohetes por aviones de combate turcos, c¡motivando su incendio. |
| Artillería                               | Ordnance QF 25-pounder | Guardia Nacional de Chipre | Batallón de Artillería 181                            | Villa de Syhari, Nicosia               | 1                    | Un cañón quedó inmovilizado al ser destruidas sus ruedas por fuego de un ataque aéreo turco. Fue abandonado en Syhari debido a que no pudo ser movido. |
| Artillería                               | M45 Quadmount          | Guardia Nacional de Chipre | Batallón de Artillería 181                            | Syhari, Nicosia                        | 1                    | A las 1030, un arma antiaérea M45, junto a dos camiones de propósitos generales, fue destruida por un ataque aéreo en Syhari . |
| Vehículo de propósitos generales         | Bedford                | Guardia Nacional de Chipre | Batallón de Artillería 181                            | Villa de Syhari, Nicosia               | 2                    | A las 10:30, dos vehículos de propósito generales fueron destruidos en el ataque aéreo en el pueblo de Syhari. |
| Artillería                               | 25-pounder             | Guardia Nacional de Chipre | Batallón de Artillería 185                            | Campo Andrew Karvos, Athalassas        | 5                    | Un ataque aéreo turco fue lanzado contra esta base de la Guardia Nacional en Nicosia a las 05:20hs. Los cohetes y el napalm dieron como resultado la destrucción de cinco cañones y la mayoría de las municiones, así como la pérdida de seis personas. |
| Artillería                               | 25-pounder             | Guardia Nacional de Chipre | Batallón de Artillería 187                            | Campo Dimitri Christodolou, Athalassas | 8                    | Un ataque aéreo masivo turco en este campamento en las primeras horas atrapó al Batallón mientras aún se preparaba para movilizarse. Ocho de los 12 cañones de artillería fueron destruidos y seis personas fueron muertas. |
| Avión de transporte                      | Varios                 | Fuerza Aérea Turca         | Varios                                                | Norte de Chipre                        | 3                    | Durante el primer día de la campaña aérea turca, tres aviones de transporte: C-47 No.6035, un C-130 del 222.Filo y un C-160 del 221.Filo fueron dañados por el fuego antiaéreo grecochipriota. Los tres se salvaron pero no participaron el resto del conflicto. El C-47 debió hacer un aterrizaje de emergencia en llamas en Silifke - Turquía.                                                  |
| Helicópteros                             | UH1H                   | Fuerza Aérea Turca         | Varios                                                | Ruta Nicosia – Boghazi                 | 12                   | Diez helicópteros fueron dañados levemente por el fuego AA cuando se acercaban en formación V a los lugares de helidesembarco al Norte de Nicosia. Más tarde en el día, se modificaron los procedimientos de vuelo por hacerlos bajos nivel y sólo 2 helicópteros más recibieron impactos. Se desconoce si quedaron inoperativos.                                                                 |
| Avión de Combate                         | F-100 Super Sabre      | Fuerza Aérea Turca         | Varios                                                | Norte de Chipre                        | 2                    | Durante el primer día el conflicto, F-100D 55-3756 del Filo 171 y F- 100C 54-2042 del Filo 132.fueron derribados por fuego AA. |
| Avión de Combate                         | RF- 84F                | Fuerza Aérea Turca         | Filo 184                                              | Norte de Chipre                        | 1                    | Durante el primer día el conflicto, un avión de reconocimiento RF- 84F del 184 Filo fue derribado por el fuego AA de los grecochipriotas. Muere su piloto. |
| Avión                                    | Dornier Do-28D         | Fuerza Aérea Turca         | Desconocido                                           | Norte de Chipre                        | 1                    | Durante el primer día el conflicto, un Dornier Do-28D de la Fuerza Aérea Turca fue derribado al NO de Nicosia. |

### 21 de julio de 1974
| Tipo             | Equipos            | Bando              | Unidad                 | Ubicación                              | Cantidad de pérdidas | Notas |
| ---------------- | ------------------ | ------------------ | ---------------------- | -------------------------------------- | -------------------- | --- |
| Buque            | D-354 Kocatepe     | Armada Turca       | Desconocido            | Proximidades de la península de Akamas | 1                    | A las 1500, el destructor turco D-354 Kocatepe fue erróneamente atacado por un avión de combate turco que hunden el buque. Murieron 3 oficiales, 14 suboficiales y 37 marineros. |
| Buque            | D-353 Adatepe      | Armada Turca       | Desconocido            | Proximidades de la península de Akamas | 1                    | A las 1500, el destructor turco D-353 Adatepe fue atacado erróneamente y dañado por fuego de la aviación turca. Víctimas desconocidas. El buque regresó a puerto.                |
| Buque            | D-355 Fevzi Çakmak | Armada Turca       | Desconocido            | Proximidades de la península de Akamas | 1                    | A las 1500, el destructor turco D-355 Fevzi Çakmak fue atacado erróneamente y dañado por fuego de la aviación turca. Víctimas desconocidas. El buque regresó a puerto.           |
| Avión de combate | F-104G             | Fuerza Aérea Turca | 191 Filo               | NO de Chipre                           | 1                    | Avión 64-17783 fue perdido en acción el 21 de julio de 1974. |
| Avión de combate | F-100C/D           | Fuerza Aérea Turca | Varios                 | Chipre                                 | 2                    | F-100D 55-2825 del 111. Filo y 54-2083 del 112.Filo se perdieron en acción durante la campaña aérea diurna del 21 de julio. Sus pilotos sobrevivieron.                           |
| Lancha torpedera | P-4 Skinhead       | Armada Chipriota   | Escuadrilla de Boghazi | Boghazi                                | 1                    | La lancha torpedera T-2 accidentalmente encalló en Boghazi y debió ser abandonada. Fue capturada el 18 de agosto, cuando las fuerzas turcas capturaron la base.                  |

### 22 de julio de 1974
| Tipo                | Equipos       | Bando                      | Unidad                                | Ubicación             | Cantidad de pérdidas | Notas |
| ------------------- | ------------- | -------------------------- | ------------------------------------- | --------------------- | -------------------- | --- |
| Tanque mediano      | M47           | Ejército Turco             | Batallón de Tanques de la División 39 | Aeropuerto de Nicosia | 5                    | Cinco tanques turcos M47 Patton fueron puestos fuera de combate en el avance hacia Kyrenia durante acciones en el día a lo largo de la ruta proveniente de la playa de Pentamilli. 23 bajas. |
| Vehículo blindado   | ATS-712       | Guardia Nacional de Chipre | Batallón de Infantería 241            | Kyrenia               | 1                    | Un número de vehículos blindados (modificados localmente a partir del tractor de artillería soviético AT-S) ATS-712 o "TS" son perdidos en acción durante la defensa del sector oeste de Kyrenia. |
| Avión de combate    | F-100D        | Fuerza Aérea Turca         | Filo 172                              | Norte de Chipre       | 1                    | Avión turco F-100D Super Sabres 54-2238 del Filo 172 (su piloto se eyectó sobreviviendo). |
| Avión de combate    | F-100D        | Fuerza Aérea Turca         | Varios                                | Norte de Chipre       | 2                    | Avión turco F-100D Super Sabres F-102A (55-3413) y un F-100C son destruidos en accidentes de aterrizaje. Los pilotos sobrevivieron |
| Avión de combate    | F- 100C       | Fuerza Aérea Turca         | Filo 171                              | Turkey                | 1                    | Un F- 100C turco del Filo 171 se perdió en un accidente de aterrizaje después de regresar de una salida de combate sobre Chipre. Número de serie desconocido. |
| Avión de transporte | Nord Noratlas | Fuerza Aérea Griega        | Escuadrón de Transporte 354 "Pegasus" | Aeropuerto de Nicosia | 1                    | Tres aviones (código Nikki 1, 2 y 3) (52-135; 52-140; 52-207 respectivamente), que realizaba una operación de transporte de comandos griegos a la isla de Chipre, fueron accidentalmente atacados por fuego antiaéreo chipriota. Logran aterrizar sin heridos. Nikki 3 (52-207) no puede regresar por problemas en el motor y es destruido en tierra por su tripulación. El resto regresa a Grecia. |
| Avión de transporte | Nord Noratlas | Fuerza Aérea Griega        | Escuadrón de Transporte 354 "Pegasus" | Aeropuerto de Nicosia | 1                    | Un avión (código Nikki 4) (52-133) fue accidentalmente derribado por fuego antiaéreo chipriota. Cae a tres kilómetros antes de aterrizar. Todos excepto uno, incluyendo su tripulación, mueren (total 31 militares). |
| Avión de transporte | Nord Noratlas | Fuerza Aérea Griega        | Escuadrón de Transporte 354 "Pegasus" | Aeropuerto de Nicosia | 1                    | Un avión (código Nikki 7) (52-139) fue accidentalmente atacado por fuego antiaéreo chipriota. La tripulación puede hacerlo aterrizar. Dos comandos transportados mueren y once son heridos. El aeronave debió ser destruida en el lugar. |
| Avión de transporte | Nord Noratlas | Fuerza Aérea Griega        | Escuadrón de Transporte 354 "Pegasus" | Aeropuerto de Nicosia | 1                    | Un avión (código Nikki 12) (52-143) es destruido en tierra al no poder regresar a Grecia por falta de combustible. |

### 23 de julio de 1974
| Tipo             | Equipos    | Bando                      | Unidad                                | Ubicación             | Cantidad de pérdidas | Notas |
| ---------------- | ---------- | -------------------------- | ------------------------------------- | --------------------- | -------------------- | --- |
| Tanque mediano   | M47        | Ejército Turco             | Batallón de Tanques de la División 39 | Aeropuerto de Nicosia | 2                    | Dos tanques turcos M47 fueron puestos fuera de combate durante una fallida maniobra de diviersión al este de la terminal principal. Fueron atacados por un M20 Super Bazooka del 21 EAN destruido. |
| Artillería       | 75 mm      | Guardia Nacional de Chipre | Batería del Grupo de Artillería 191   | Bellapais, Kyrenia    | 4                    | La batería fue rodeada y destruida junto con el Grupo de Artillería 181 tras haber sido emboscada por las fuerzas turcas en su posición de fuego de Bellapais. |
| Artillería       | 12.7 mm    | Guardia Nacional de Chipre | Batería del Grupo de Artillería 191   | Bellapais, Kyrenia    | 3                    | Estas armas se encuentran dentro de las perdidas cuan do el GA 191 fue emboscado. |
| Artillería       | 25-pounder | Guardia Nacional de Chipre | Grupo de Artillería 181               | Bellapais, Kyrenia    | 12                   | La totalidad de Grupo de Artillería 181, que contaba con una fracción agregada del BA 191, fue aniquilado, con la pérdida de todo 37 miembros, incluyendo su comandante, después de que las fuerzas turcas no tuvieran en cuenta la tregua del alto el fuego del 22 de julio de 1974 y emboscaron en el cruce de caminos de las rutas a Kato Dhikomo y Sychari. El Grupo se negó a entregar sus armas y fue aniquilado. |
| Avión de combate | F-102A     | Fuerza Aérea Turca         | Filo 142                              | Turquía               | 1                    | Avión turco F-102A (54-1403) de.Filo 142 se estrelló durante el despegue muriendo el piloto. |

## Combates entre el 24 de julio y el 13 de agosto

### 1 de agosto de 1974
| Tipo           | Equipos | Bando          | Unidad      | Ubicación | Cantidad de pérdidas | Notas |
| -------------- | ------- | -------------- | ----------- | --------- | -------------------- | --- |
| Tanque mediano | M47     | Ejército Turco | Desconocido | Karavas   | 1                    | Un tanque M47 fue destruido por un disparo de un arma antitanque 3M6 Snapper justo al norte de Karavas, en el distrito de Kyrenia. El tanque, presumiblemente, pertenecía al batallón divisional de la División 28. |

### 2 de agosto de 1974
| Tipo                                          | Equipos | Bando          | Unidad                                  | Ubicación            | Cantidad de pérdidas | Notas |
| --------------------------------------------- | ------- | -------------- | --------------------------------------- | -------------------- | -------------------- | --- |
| Tanque mediano                                | M47     | Ejército Turco | Batallón de Tanques de la División 28   | Kornos Hill, Kyrenia | 2                    | Dos tanques M47 Patton fueron puestos fuera de combate en una emboscada ejecutada por los zapadores del 316 TE. Uno de los vehículos fue capturado intacto.                |
| Vehículo de Combate de Transporte de Personal | M113    | Ejército Turco | Regimiento de Infantería Mecanizado 230 | Kornos Hill, Kyrenia | 2                    | Dos M113 fueron perdidos en una emboscada ejecutada por zapadores del 316 TE en un angostamiento del camino montañoso en Kornos Hill. Uno fue capturado con un M47 Patton. |

### 6 de agosto de 1974
| Tipo           | Equipos | Bando          | Unidad                                | Ubicación         | Cantidad de pérdidas | Notas |
| -------------- | ------- | -------------- | ------------------------------------- | ----------------- | -------------------- | --- |
| Tanque Mediano | M47     | Ejército Turco | Batallón de Tanques de la División 28 | Vassilia, Kyrenia | 2                    | Dos tanques M47 fueron perdidos en acción durante el combate de la aldea de Vassilia. Los tanques estaban apoyando la maniobra del Regimiento de Infantería 61. |

## Atila 2 o fase 2 (14/18 de agosto de 1974)

### 14 de agosto de 1974
| Tipo              | Equipos      | Bando                      | Unidad                  | Ubicación         | Cantidad de pérdidas | Notas |
| ----------------- | ------------ | -------------------------- | ----------------------- | ----------------- | -------------------- | --- |
| Artillería        | 6-Pounder    | Guardia Nacional de Chipre | Batallón Antitanque 173 | Mia Millia        | 9                    | El Batallón Atan 173 contacta al enemigo en sus posiciones defensivas en Mia Millia a las 1000 hs mientras apoyaba al Batallón de Infantería 399. Sus líneas son sobrepasadas a las 1030. El Alto Mando (GEEF) ordenó su retirada a las 105. 9 de los 12 cañones se perdieron en sus posiciones de tiro. |
| Lancha tormedera  | P-4 Skinhead | Armada Chipriota           | Escuadrilla Boghazi     | Puerto de Boghazi | 3                    | Las lanchas T4, T5 y T6 fueron hundidas por sus propias tripulaciones el 14 de agosto ante el avance de las fuerzas turcas hacia la base naval al contar con combustible para poder evadirse. |
| Lancha patrullera | R-151        | Armada Chipriota           | Escuadrilla Boghazi     | Puerto de Boghazi | 1                    | El Leventis (número 15) fue hundido por su propia tripulación en la base naval de Chrysulis, Boghazi. |

### 15 de agosto de 1974
| Tipo           | Equipos   | Bando                      | Unidad                                                     | Ubicación | Cantidad de pérdidas | Notas |
| -------------- | --------- | -------------------------- | ---------------------------------------------------------- | --------- | -------------------- | --- |
| Tanque Mediano | T-34/85   | Guardia Nacional de Chipre | 23 EMA (Batallón de Tanques 23) (agregado al Batallón 341) | Famagusta | 3                    | A las 14:00, el Batallón grecochipriota 341 hace contacto con tanques turcos y con el Regimiento de Infantería 14. Observando que se encontraba aislado, inicia su repliegue a las 1700, con cobertura de los tanques. Los tanques fueron entonces abandonados y sus tripulaciones pasan a custodia de las tropas de Nacionales Unidas de Famagusta. |
| Artillería     | 6-Pounder | Guardia Nacional de Chipre | Batallón de Infantería 341                                 | Famagusta | 6                    | Abandonado a las 1700 después de que colapsaran las defensas de Famagusta. |
| Tanque Mediano | M47       | Ejército Turco             | Batallón de Tanques de la División 28                      | Lapithos  | 1                    | Un tanque M47 fue capturado intacto durante una emboscada del Batallón 231 cerca de Lapithos. El tanque se utilizó para bombardear al enemigo, pero no pudo ser recuperado y, por consiguiente, fue destruido por su tripulación grecochipriota. |

### 16 de agosto de 1974
| Tipo           | Equipos   | Bando          | Unidad                                | Ubicación | Cantidad de pérdidas | Notas |
| -------------- | --------- | -------------- | ------------------------------------- | --------- | -------------------- | --- |
| Tanque Mediano | M47 / M48 | Ejército Turco | Batallón de Tanques de la División 28 | Nicosia   | 5                    | Un total de cinco tanques turcos se perdieron en acción durante el asalto al campo griego del ELDYK en el oeste de Nicosia, al norte del aeropuerto. Cuatro vehículos fueron impactados por armas antitanque ligeras, y un quinto fue destruido por fuego de artillería. |
| Tanque Mediano | M47       | Ejército Turco | Desconocido                           | Nicosia   | 1                    | Un único tanque M47 se perdió en combate durante un enfrentamiento con T-34s enterrado en el norte de Nicosia, en horas de la tarde. |